# Euclymene collaris
Euclymene collaris är en ringmaskart som först beskrevs av Jean Louis René Antoine Édouard Claparède 1869.  Euclymene collaris ingår i släktet Euclymene och familjen Maldanidae. Inga underarter finns listade i Catalogue of Life.